# Franco Perlotto

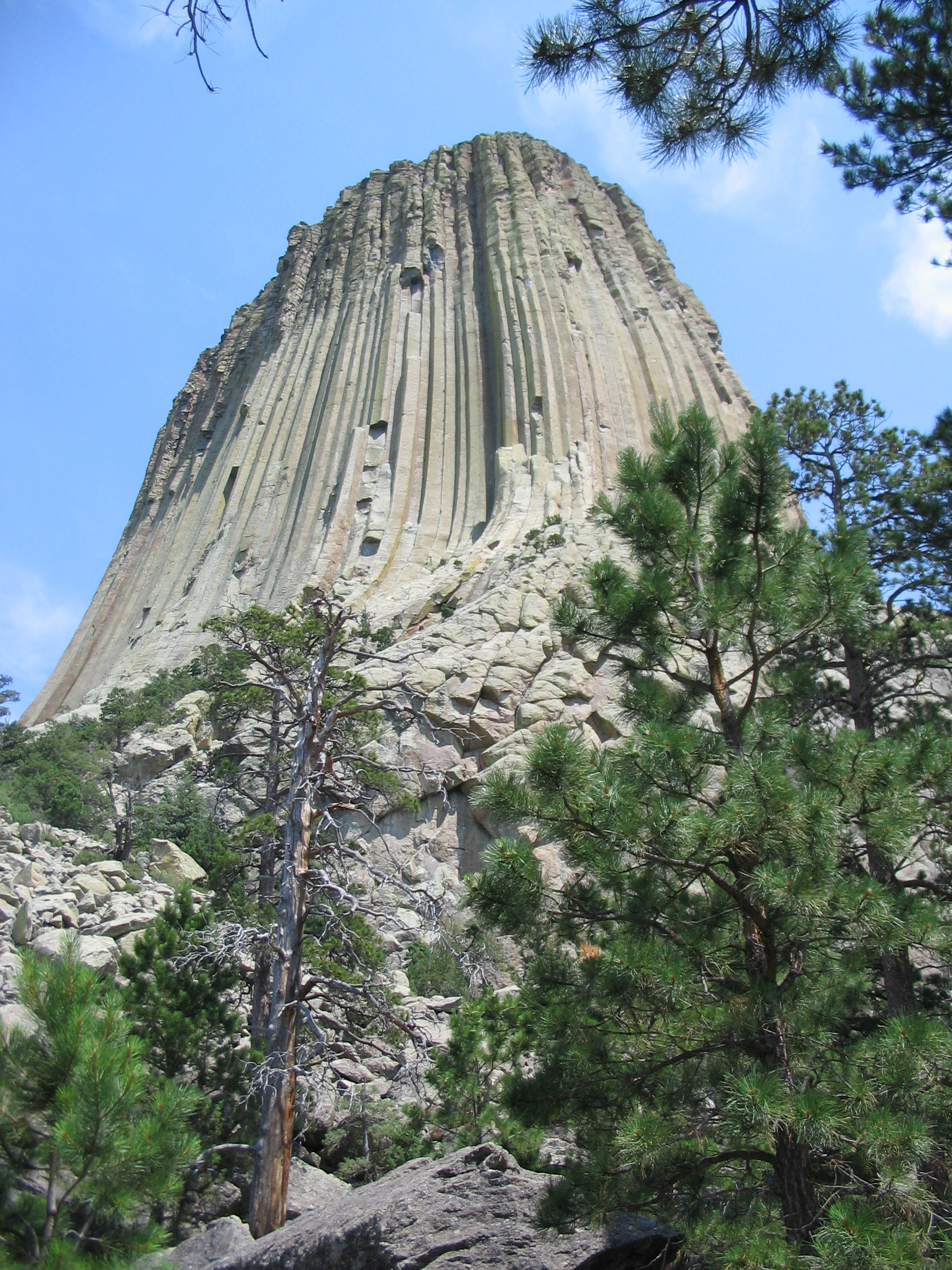
Veduta dal basso della Torre del Diavolo nel Wyoming, arrampicata con un alto grado di difficoltà, su cui Franco Perlotto ha realizzato la prima italiana nel 1982.

Francesco Angelo Perlotto, detto Franco (Vicenza, 2 agosto 1957), è un alpinista e scrittore italiano.

## Biografia
Nato da una famiglia di Trissino nel vicentino e alpinista fin da ragazzo, è guida alpina, viaggiatore e giornalista. Avvicinatosi al free climbing sul finire degli anni settanta, ne è diventato uno dei principali promotori in Italia. In 25 anni di attività ha compiuto oltre duemila ascensioni in quasi cinquanta paesi diversi del mondo, molte delle quali in solitaria; fra le più importanti figurano: la prima italiana sulla Torre del Diavolo nel Wyoming, nel 1982 (con un grado di difficoltà 5.12, corrispondente al IX); la prima assoluta della parete sinistra del Salto Angel, la cascata più alta del mondo in Venezuela, nel 1983 (un VII/A3, con quattro giorni in parete); le due salite su El Capitan nel Parco nazionale di Yosemite in California: la prima europea della strapiombante Tangerine Trip nel 1980 (un VII/A4, con tre giorni in parete) e la prima solitaria della Lurking Fear nel 1986 (un VI/A3 sup., con quattro giorni in parete); la prima solitaria del Trollryggen in Norvegia nel 1979 (un VI sup./A1, con ventiquattr'ore di arrampicata non stop).
Dopo aver aperto 42 nuove vie sulle più impervie pareti alpine, negli anni novanta il "bòcia matto di Trissino" ha lasciato le montagne per porsi al servizio della cooperazione internazionale guadagnandosi sul campo una laurea ad honorem in educazione ambientale. Divenuto un esperto di emergenze e di cooperazione allo sviluppo, ha operato per gli organismi internazionali in missioni umanitarie nei Territori Autonomi Palestinesi, in Sri Lanka, in Ciad, in Bosnia, in Ruanda, in Sudan, in Congo. In Amazzonia ha vissuto per tre anni con gli indios Yanomamö e per altri quattro ha coordinato un programma di prevenzione e controllo degli incendi nella foresta amazzonica in collaborazione con l'ambasciata italiana in Brasile. Rientrato in Italia, dal giugno 2009 è sindaco di Recoaro Terme. Nel 2012 torna ad operare per la Cooperazione allo Sviluppo in Afghanistan.
Giornalista e fotografo, ha scritto reportage di viaggio e di alpinismo sulle principali testate italiane ed estere. È stato direttore responsabile del trimestrale Progetto Care Italia e ha collaborato alle pagine culturali del Giornale di Vicenza e di Alto Adige. Suoi articoli sono apparsi su La Rivista e Lo Scarpone del Club Alpino Italiano e su altre pubblicazioni specialistiche. Ha diretto il trimestrale Trissino Informa e il periodico di turismo Up Land. Dal 1991 collabora stabilmente con il quotidiano Avvenire e con il suo mensile di viaggi Luoghi dell'Infinito. Dal 2006 è direttore responsabile della rivista di geopolitica, ambiente e turismo Kronos Informa.
Parallelamente ha pubblicato anche una decina di libri. Nel 1993 è entrato come socio accademico nel GISM (Gruppo Italiano Scrittori di Montagna) che gli ha conferito il premio Giovanni De Simoni. Nel 1995 il suo racconto Una vita da eroe ha vinto il premio letterario Giulio Bedeschi. Nel 1996 esce il suo primo romanzo, La terra degli invisibili. Gli sono stati assegnati anche il premio letterario Zanclea per il racconto Trincea (1998) e il premio Carlo Mauri (premio speciale della giuria) per il racconto L'uomo bello (1999).
Dall'8 giugno 2009 al 18 giugno 2012 è stato sindaco di Recoaro Terme, in provincia di Vicenza.
Dopo il rientro da Herat in Afghanistan da un programma di "governance" della Cooperazione Italiana del Ministero degli Esteri, a seguito di un infarto, ha deciso di rientrare nel mondo della montagna. Dal 2016 gestisce il Rifugio Boccalatte sulle Grandes Jorasses (gruppo del Monte Bianco).

## Opere principali
- Spirito Libero, Lecco, Alpine Studio, 2016.
- Indio, Lecco, Alpine Studio, 2014.
- Dal freeclimbing all'avventura, Milano, Dall'Oglio, 1985. ISBN 88-7718-377-2.
- Free climbing. Preparazione e tecniche dell'arrampicata libera, Milano, Sperling & Kupfer, 1986 (ristampa 1990). ISBN 88-200-0540-9.
- Guida alle grandi pareti del mondo, Milano, Mursia, 1989. ISBN 88-425-0320-7.
- Terre di nessuno, Milano, Sperling & Kupfer, 1992. ISBN 88-200-1379-7.
- Il manuale dell'alpinismo, Milano, Sperling & Kupfer, 1994. ISBN 88-200-1754-7.
- La terra degli invisibili, Milano, Marco Tropea, 1996. ISBN 88-438-0034-5. Il romanzo è stato ripubblicato con il titolo La montagna degli invisibili, Falcade, Nuovi sentieri, 2011. ISBN 978-88-85510-80-7.
- Pareti lontane, Chiari, Nordpress, 2000. ISBN 88-85382-56-8.
- Un mondo mille guerre. Diario di un cooperante (prefazione di Pietro Veronese), Torino, GET, 2001. ISBN 978-88-900589-0-5. Nuova edizione con il titolo Cooperante. Un mondo mille guerre (prefazione di Mauro Marsili, introduzione di Pietro Veronese), Milano-Roma, Bevivino, 2008. ISBN 978-88-88764-86-3.